# Gasteranthus extinctus
Gasteranthus extinctus är en tvåhjärtbladig växtart som beskrevs av L.E. Skog och L.P. Kvist. Gasteranthus extinctus ingår i släktet Gasteranthus och familjen Gesneriaceae. Inga underarter finns listade i Catalogue of Life.
Växten, som är endemisk till Ecuador, upptäcktes 1977 och beskrevs av L.E. Skog & L.P. Kvist år 2000.
Den är klassad som akut hotad och ansågs utdöd men återupptäcktes i november 2021.